# Eyidemir, Dumlupınar
Eyidemir là một xã thuộc huyện Dumlupınar, tỉnh Kütahya, Thổ Nhĩ Kỳ. Dân số thời điểm năm 2008 là 115 người.